# محافظة يوفا
محافظة يوفا (بالسنهالية: ඌව පළාත)‏(بالتاميلية: ஊவா மாணம்)‏ هي إحدى محافظات سريلانكا التسع عاصمتها بادولا. تبلغ مساحتها 8,500 كيلومتر مربع ويبلغ عدد سكانها 1,266,463 نسمة وهي ثاني أقل المقاطعة اكتظاظا بالسكان. لها حدود مع المحافظاتالوسطى والجنوبية والشرقية وساباراغاموا.
يوجد بها العديد من مناطق الجذب السياحي والشلالات وحديقتين وطنيتين هما حديقة يالا الوطنية ومنتزه غال أويا الوطني.

## التاريخ
أُنشأت المحافظة في عام 1886 من أجزاء من المحافظة الوسطى والمنطقة الشرقية (منطقة بنتنة) والمحافظة الجنوبية (منطقة ولاسة). لم تكن للمحافظات أي سلطة قانونية حتى عام 1987 عندما منحها التعديل الثالث عشر لدستور سريلانكا صلاحيات إدارية عبر مجالس المحافظات.